# چیزی بگو که خودم ندونم
«چیزی بگو که خودم ندونم» (به انگلیسی: Tell Me Something I Don't Know) اولین تک‌آهنگ اجرا شده توسط خواننده آمریکایی، سلنا گومز است. این ترانه در ۵ اوت ۲۰۰۸ به عنوان تک‌آهنگ لید آلبوم داستان سیندرلایی دیگر منتشر شد.
نسخه مجدداً ضبط شده در آلبوم‌های ببوس و بگو (۲۰۰۹) با گروهش سلنا گومز و سین و آلبوم گردآوری‌شده‌اش، برای تو (۲۰۱۴) نمایش داده شد.